# RT (televisiezender)
RT (voorheen Russia Today of Rossiya Segodnya) (Russisch: Россия Сегодня) is een internationaal nieuwstelevisienetwerk dat wordt gecontroleerd door de Russische staat, en wordt gefinancierd door de Russische regering.
RT zendt 24/7 nieuwsbulletins, documentaires en actualiteitenprogramma's uit waarbij het naar eigen zeggen "verhalen behandelt die door de reguliere media over het hoofd worden gezien", en "alternatieve perspectieven op actuele zaken" laat zien, en laat naar eigen zeggen het "internationale publiek kennismaken met een Russisch standpunt over grote mondiale gebeurtenissen".

## Geschiedenis
Het kanaal werd opgericht in 2005 en kostte omgerekend ongeveer 30 miljoen dollar aan overheidsgeld om op te zetten en ongeveer 60 miljoen dollar voor de operationele kosten in het eerste jaar. Het begon met uitzenden op 10 december 2005 en had toen een personeelsbestand van bijna 100 Engelssprekende journalisten wereldwijd. Het originele Engelse kanaal ging van start in 2007, het Arabische Rusiya Al-Yaum werd gelanceerd in 2007 en het Spaanse RT Actualidad in 2009. Sinds 2010 is er RT America dat focust op de Verenigde Staten en wordt uitgezonden vanuit Washington D.C. Sinds 2014 is RT UK er dat zich vooral richt op het Verenigd Koninkrijk en wordt uitgezonden vanuit Londen. Ook werd in 2014 RT Deutsch gelanceerd, dat in eerste instantie vanuit Berlijn alleen een online aanwezigheid had. In 2021 lanceerde het tv-uitzendingen via een Servische satelliet die meteen door de Duitse autoriteiten werden geblokkeerd vanwege het gebrek aan een licentie.
Op 17 april 2012 debuteerde World Tomorrow op RT, een interviewprogramma gepresenteerd door WikiLeaks oprichter Julian Assange. De eerste gast op het programma was Hezbollah-leider Hassan Nasrallah.

### Netwerk
RT had in 2014 22 bureaus in 16 landen, onder andere in Washington D.C., New York, Londen, Parijs, Delhi, Caïro, Bagdad en Kiev, maar door de boycot van het station in verschillende landen is hier een onbekend aantal van over.
| Kanaal         | Beschrijving | Taal             | Gelanceerd | Gesloten |
| -------------- | --- | ---------------- | ---------- | -------- |
| RT News        | De vlaggenschip nieuwszender van het RT-netwerk, het zendt zowel nieuws als documentaires uit.                                                                                                 | Engels           | 2005       |          |
| Rusiya Al-Yaum | De Arabische nieuwszender van RT. | Arabisch         | 2007       |          |
| RT Actualidad  | De Spaanse nieuwszender van RT. Het heeft kantoren in Miami, Los Angeles, Havana en Buenos Aires.                                                                                              | Spaans           | 2009       |          |
| RT America     | De Amerikaanse nieuwszender van RT, uitgezonden vanuit Washington D.C. | Engels           | 2010       | 2022     |
| RT UK          | De Britse nieuwszender van RT, uitgezonden vanuit Londen in de Millbank Tower. | Engels           | 2014       | 2022     |
| RT Documentary | Het documentaire kanaal van RT, de meerderheid van de documentaires gaat over Rusland. | Engels, Russisch | 2011       |          |
| RT Deutsch     | De Duitse nieuwszender van RT in 2021 gelanceerd als tv-kanaal uitgezonden vanuit Berlijn, vanaf 2014 actief als website. Op 3 februari 2023 werden alle journalistieke activiteiten gestaakt. | Duits            | 2014       | 2023     |

## Doelen

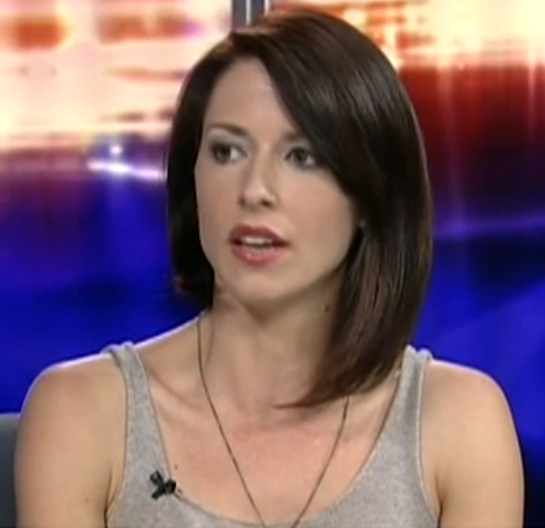
"Breaking the Set" presentatrice en correspondent Abby Martin.

RT heeft als hoofddoel om het Russische gezichtspunt op zaken in Rusland en 'zijn nabije buitenland' weer te geven en zo de kijker een mogelijkheid te geven om de Russische gezichtspunten op de wereld te begrijpen en de situatie in het binnenland te leren kennen. Hoofdredacteur Margarita Simonjan verklaarde bij de oprichting, dat het station was geboren uit verlangen om een onpartijdig portret van Rusland weer te geven.
Een groot deel van de zendtijd van RT is gericht op het Russische en wereldnieuws, met daarnaast financieel en sportnieuws. Ook maakt het station documentaires en geeft het commentaar op het alledaagse leven in Rusland en over de Russische geschiedenis.

## Kritiek
Het televisienetwerk krijgt vanuit verschillende hoeken kritiek voor zijn berichtgeving. Pascal Bonnamour, het hoofd van de Europese afdeling van Verslaggevers Zonder Grenzen, noemde de aangekondigde Engelstalige televisiezender "een volgende stap van de [Russische] staat om informatie te controleren." Luke Harding, toenmalig Rusland-correspondent van de Britse krant The Guardian, schreef in 2009 dat Russia Todays promotiecampagne in het Verenigd Koninkrijk een "ambitieuze poging is om een nieuw mondiaal post-Sovjet propaganda imperium te creëren". In 2010 schreef de Britse krant The Independent dat journalisten van RT hebben verklaard dat directe kritiek op Vladimir Poetin of de toenmalige president Dmitri Medvedev niet is toegestaan bij RT. The Economist bekritiseerde de omroep voor het uitzenden van 'samenzweringstheorieën en fake news die het wantrouwen jegens westerse regeringen aanwakkeren".

### Oorlog om Zuid-Ossetië
Tijdens de Russisch-Georgische Oorlog om Zuid-Ossetië in 2008 nam RT-correspondent William Dunbar ontslag omdat hij berichten over Russische bombardementen met burgerslachtoffers niet zou mogen vertellen. Volgens Shaun Walker had RT zijn correspondenten 'geïnstrueerd om geen berichten over etnische zuiveringen in Georgische dorpen in Zuid-Ossetië naar buiten te brengen'. RT toonde volgens the Independent tijdens bijna de gehele oorlog groot het woord 'GENOCIDE' in beeld, omdat Russischtaligen op grote schaal zouden worden uitgemoord door Georgiërs. Dat bleek volgens de Europese Unie onjuist te zijn. Ook het bericht dat er 2000 slachtoffers zouden zijn gevallen aan de zijde van Zuid-Ossetië bleek verre van de waarheid. Een RT-journalist die afweek van de zienswijze van het Kremlin dat Georgiërs ongewapende Osseten afslachtten werd ontboden op het kantoor van de adjunct-hoofdredacteur in Moskou. "Hij had een pistool op zijn bureau," aldus de correspondent.

### Oekraïnecrisis
Op 4 maart 2014 zei Abby Martin tijdens een uitzending dat ondanks het feit dat ze werkte voor RT, ze journalistieke onafhankelijkheid had en tegen de Russische interventie in de Krim was. Martin werd niet ontslagen en RT zei dat de actie van Martin aantoonde wat "journalistieke onafhankelijkheid" betekent. Een dag later, op 5 maart 2014, besloot nieuwslezeres Liz Wahl haar baan op te zeggen en beschuldigde RT van propaganda. Ze verklaarde later geen deel te willen uitmaken "van een televisiezender die wordt gefinancierd door de Russische overheid en de acties van Poetin goedpraat." RT noemde de actie van Wahl een stunt om zelfpromotie.

### MH17
RT-correspondent Sara Firth nam ontslag vanwege de berichtgeving van RT rondom het neerhalen van vlucht MH17. Vlak voordat Firth aftrad schreef ze: "RT style guide Rule 1: It is ALWAYS * Ukraine’s fault (* add name as applicable)." Later zei ze: "Ik heb altijd gezegd dat het beter is dat er wel een RT is dan niet dat perspectief te hebben, maar met een verhaal als dit en de manier waarop ze foutieve informatie geven, het is gevaarlijk, ik wil er geen deel van uitmaken".

### COVID-19
Eind 2021 schrapte YouTube Duitstalige kanalen van RT wegens het verspreiden van nepnieuws over COVID-19.

### Russische invasie van Oekraïne

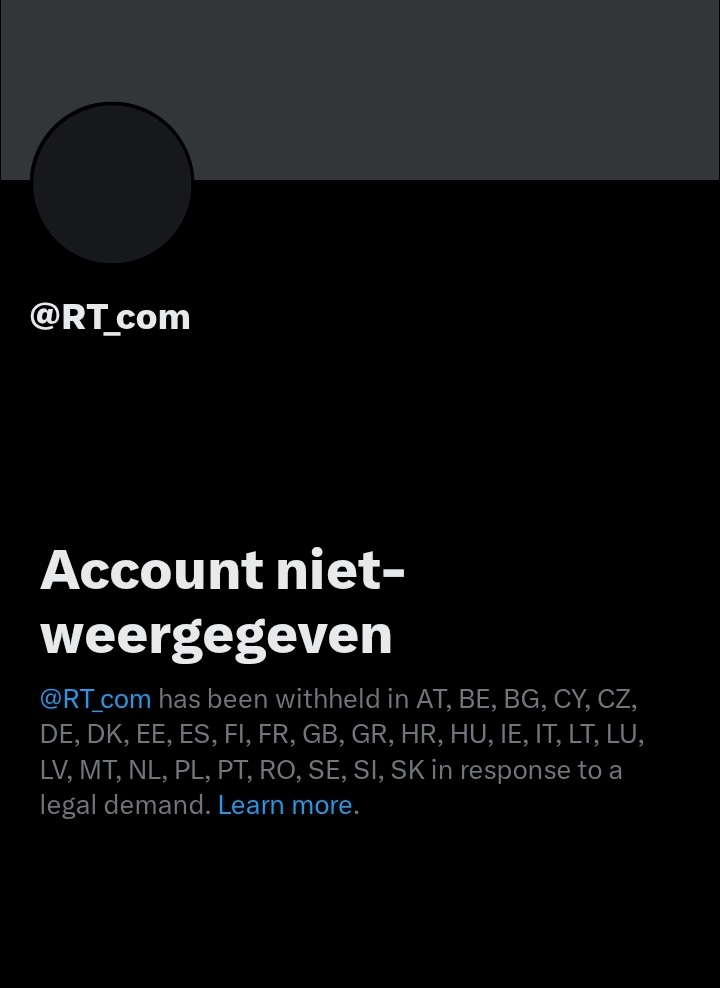
Het X-account van het Russische staatsmedium RT in mei 2025. Onder andere de Europese Federatie van Journalisten is kritisch op het weren van dit nieuwstelevisienetwerk, omdat dit volgens hen censuur zou zijn.

Ook tijdens de Russische invasie van Oekraïne in 2022 kreeg de zender kritiek. In een aantal landen werd de televisiezender uit de lucht gehaald wegens het verspreiden van "desinformatie en propaganda". Op 18 maart 2022 werd de RT in het Verenigd Koninkrijk verboden. De onpartijdigheid van de zender bij de verslaggeving van de oorlog stond ter discussie, evenals het feit dat RT gefinancierd werd door de Russische staat, waarop Ofcom de vergunning van RT introk. Eerder gebeurde dat al met de Duitstalige versie van RT, omdat de zender volgens de Duitse toezichthouder over geen geldige uitzendlicentie zou beschikken. De accounts van RT op sociale media werden tijdens de oorlog door verschillende platformen in de EU beperkt of geblokkeerd. Ook toegang tot de website van RT werd door de Europese Commissie verboden, ondanks kritiek van de providers. In Nederland werd door het Ministerie van economische zaken gedreigd dat providers die de blokkade niet zouden uitvoeren, strafrechtelijk vervolgd zouden worden door het OM. De blokkades zijn echter te omzeilen met behulp van een VPN-tunnel, het TOR-netwerk of een webproxy.
De Europese Federatie van Journalisten (EFJ) is van oordeel dat "desinformatie bestrijden met censuur een vergissing was". Secretaris-generaal Ricardo Gutiérrez heeft voorts bezwaren tegen de maatregel, onder meer gesteund op Europese verordening 2022/350 van 1 maart 2022. Ook in Nederland is er bezwaar tegen deze maatregel. Een coalitie van internetproviders, Nederlandse Vereniging van Journalisten (NVJ), het Persvrijheidsfonds en Bits of Freedom stappen naar de Europese rechter vanwege de blokkade.
Op 27 juli 2022 heeft het gerecht van de Europese Unie een bezwaar van RT France tegen het uitzendverbod afgewezen. Volgens het gerecht heeft de Raad van de EU de bevoegdheid om een uitzendverbod op te leggen. Vanwege de urgentie was het recht op wederhoor niet geschonden. Er was immers een oorlog uitgebroken aan de rand van de Europese Unie. Ten slotte wordt volgens het gerecht de vrijheid van meningsuiting door RT France niet onnodig beperkt door dit uitzendverbod.
Op 3 februari 2023 werden alle journalistieke activiteiten van RT Germany gestaakt als gevolg van het negende pakket strafmaatregelen tegen Rusland. Een maand eerder had RT France om die reden ook al alle journalistieke activiteiten gestaakt.